# Fabienne Égal
Pour les articles homonymes, voir Égal.
Fabienne Égal est une ancienne speakerine et animatrice de télévision française, née le 21 juillet 1954 à Rabat (Maroc).
Depuis quelques années, elle s'est reconvertie dans le coaching en communication et le media training. Elle  enseigne la communication orale à l'université Paris-Dauphine et forme à la prise de parole en public tant en France qu'à l'étranger (Angleterre, Côte d’Ivoire, Gabon, Tunisie).

## Biographie
Elle passe une grande partie de son enfance à l'étranger (Maroc, Angleterre, Tunisie) et surtout en Espagne, son père étant diplomate, puis vient vivre avec sa famille à Paris en mai 1968.
Après son baccalauréat, elle obtient un DUT de relations publiques à Paris, puis entre à l'université pour y préparer une licence et maîtrise d'espagnol et une licence LEA (anglais-espagnol).
Elle entre comme speakerine à la télévision, sur TF1, en 1976, après avoir répondu à une petite annonce parue dans Télé 7 jours, et avoir été sélectionnée parmi 2 600 candidates.
En 1980 et 1981, elle est la porte-parole du jury français lors du Concours Eurovision de la chanson diffusé sur TF1.
De 1985 à 1993, elle anime une rubrique de rencontres entre célibataires, dans l'émission en public de TF1 Tournez manège !, aux côtés de ses ex-consœurs speakerines Évelyne Leclercq, comme présentatrice principale, et Simone Garnier, à la tête quant à elle d'une autre rubrique ; avec aussi Jean Amadou, interviewant, lui, un couple célèbre invité, et Charly Oleg interprétant à l'orgue électronique des morceaux de musique à reconnaître par des candidats.
Cette rubrique de Fabienne Égal sera parodiée par le trio d'humoristes des Inconnus, avec l'actrice Michèle Laroque dans son rôle, dans un fameux sketch de l'émission La télé des Inconnus, entre la fin des années 1980 et le début des années 1990.
Fabienne Égal animera de 1994 à 1997 Doublé gagnant sur RTL TV puis RTL9, en compagnie de Thierry Guillaume, chaque soir à 19 heures.
Elle parle couramment l'espagnol et l'anglais et a de très bonnes notions d'italien et de russe.

### Famille
Fille de Georges Égal, diplomate, et de Catherine Sonolet, elle est la petite-fille de Roderick Égal, initiateur du comité de soutien à la France libre à Shanghai, où son père est né en 1923, et prit part activement à la défense de Hong Kong, en décembre 1941.
Fabienne Égal a deux sœurs, Florence et Marion, et un frère, Roderick.

## Filmographie

### Téléfilm
- Les Bargeot (1985) de Jean-Pierre Barizien et Nicolas Cahen.